# Limotettix emeljanovi
Limotettix emeljanovi är en insektsart som beskrevs av Hamilton 1994. Limotettix emeljanovi ingår i släktet Limotettix och familjen dvärgstritar. Inga underarter finns listade i Catalogue of Life.